# Waldsiedlung Heidgen
Die Waldsiedlung Heidgen ist ein Ortsteil im Stadtteil Katterbach von Bergisch Gladbach.

## Geschichte
Die Waldsiedlung Heidgen ist während des Zweiten Weltkriegs durch die Organisation Todt entstanden, die hier 1940 vier Gebäude eines Arbeitslagers errichtete. Nach dem Krieg ging der Komplex durch die Bundesvermögensverwaltung in Privatbesitz.
Der Name Waldsiedlung orientiert sich an der topografischen Lage der Siedlung, da sie rings von Wald umgeben ist, der teilweise zur Stadt Köln gehört. Der Name Heidgen stellt einen räumlichen Bezug zu der benachbarten Ortschaft Heidgen her.